# Klapschaats

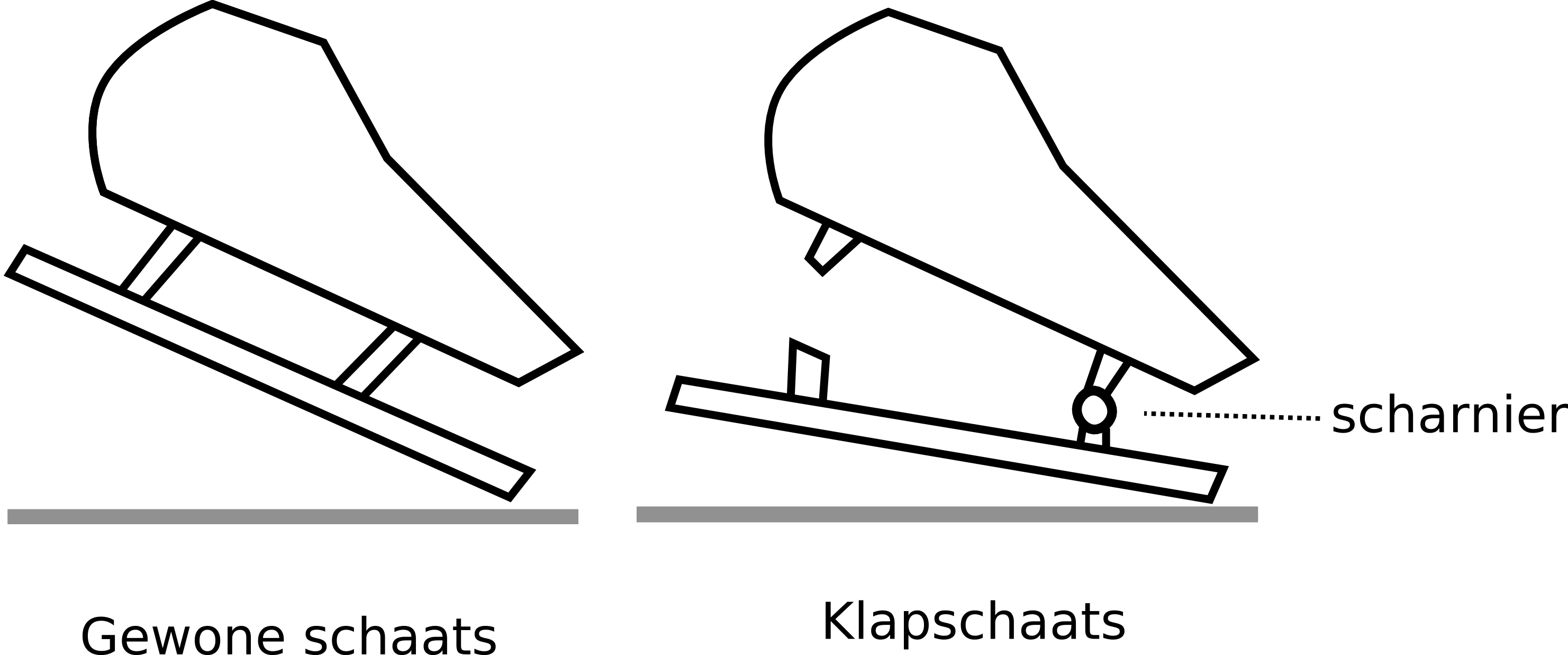
Schematische weergave van een klapschaats

De klapschaats is een type schaats dat gebruikt wordt bij het langebaanschaatsen. Bij een 'conventionele' schaats is het ijzer op twee punten (voor en achter) bevestigd aan de schoen, bij de klapschaats bij slechts één, aan de neus. Deze ene bevestiging bestaat uit een scharnier met een veer waardoor het ijzer wil uitveren. Hierdoor is er langer contact met het ijs. De naam klapschaats is niet te danken aan het geluid waarmee het ijzer tegen de schoen terugklapt, ook al denken veel mensen dit. De benaming geeft aan dat deze schaats het mogelijk maakt om aan het eind van de afzet 'een klap na' te geven.

## Uitvinding

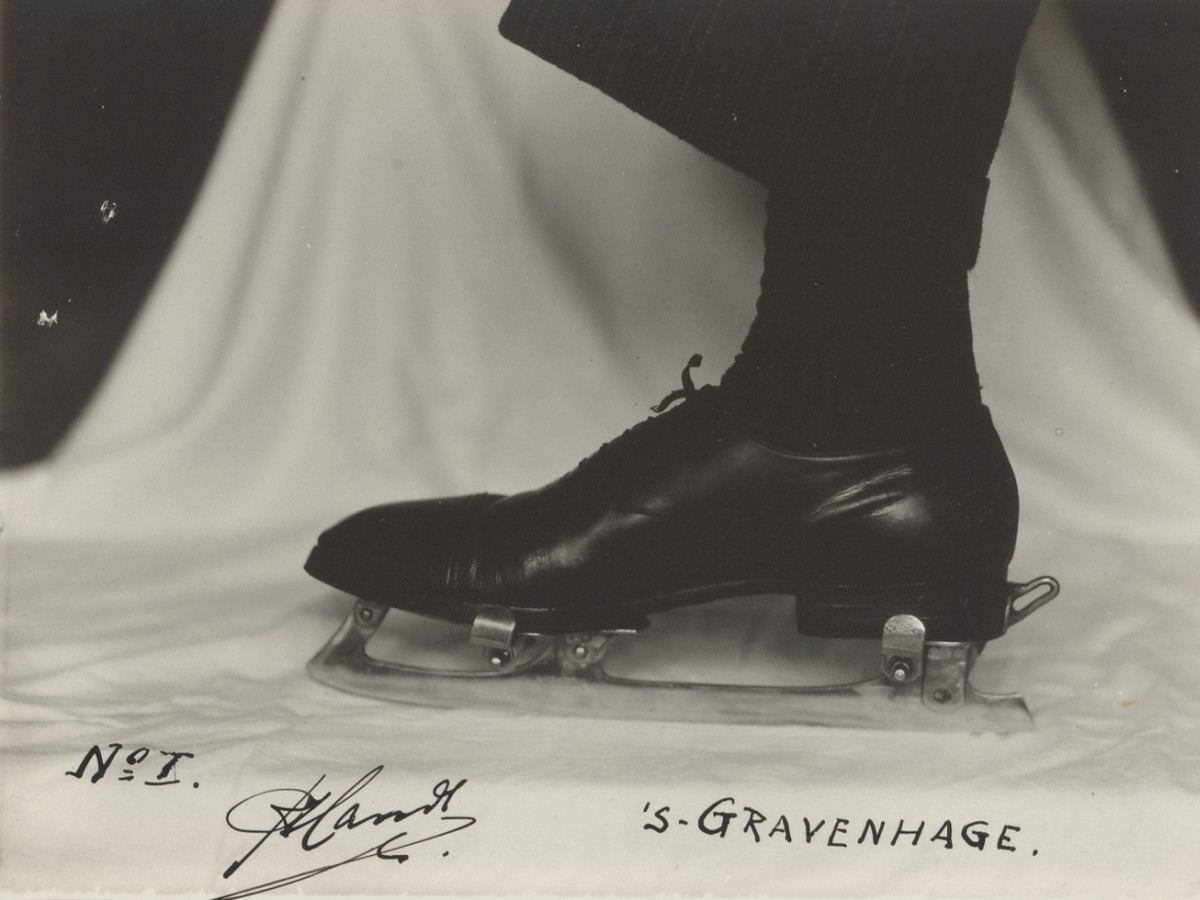
R. Handl werkte aan een schaats met beweegbare hakplaat (1936)

De klapschaats werd in 1980 uitgevonden door Gerrit Jan van Ingen Schenau, Jurryt van de Vooren en Marnix Koolhaas verbonden aan de Faculteit voor Bewegingswetenschappen van de Vrije Universiteit van Amsterdam. Het idee van klapschaatsen is echter veel ouder. In 1894 vroeg Karl Hannes al octrooi aan voor zijn ontwerp. In Engeland was al in 1884 patent verleend op een schaats waarvan de voetplaat in het midden kon scharnieren. De klapschaats werd in Nederland voor het eerst genoemd in oktober 1985 in een artikel in De Waarheid. Er werd toen echter weinig aandacht aan geschonken.

## Revolutie

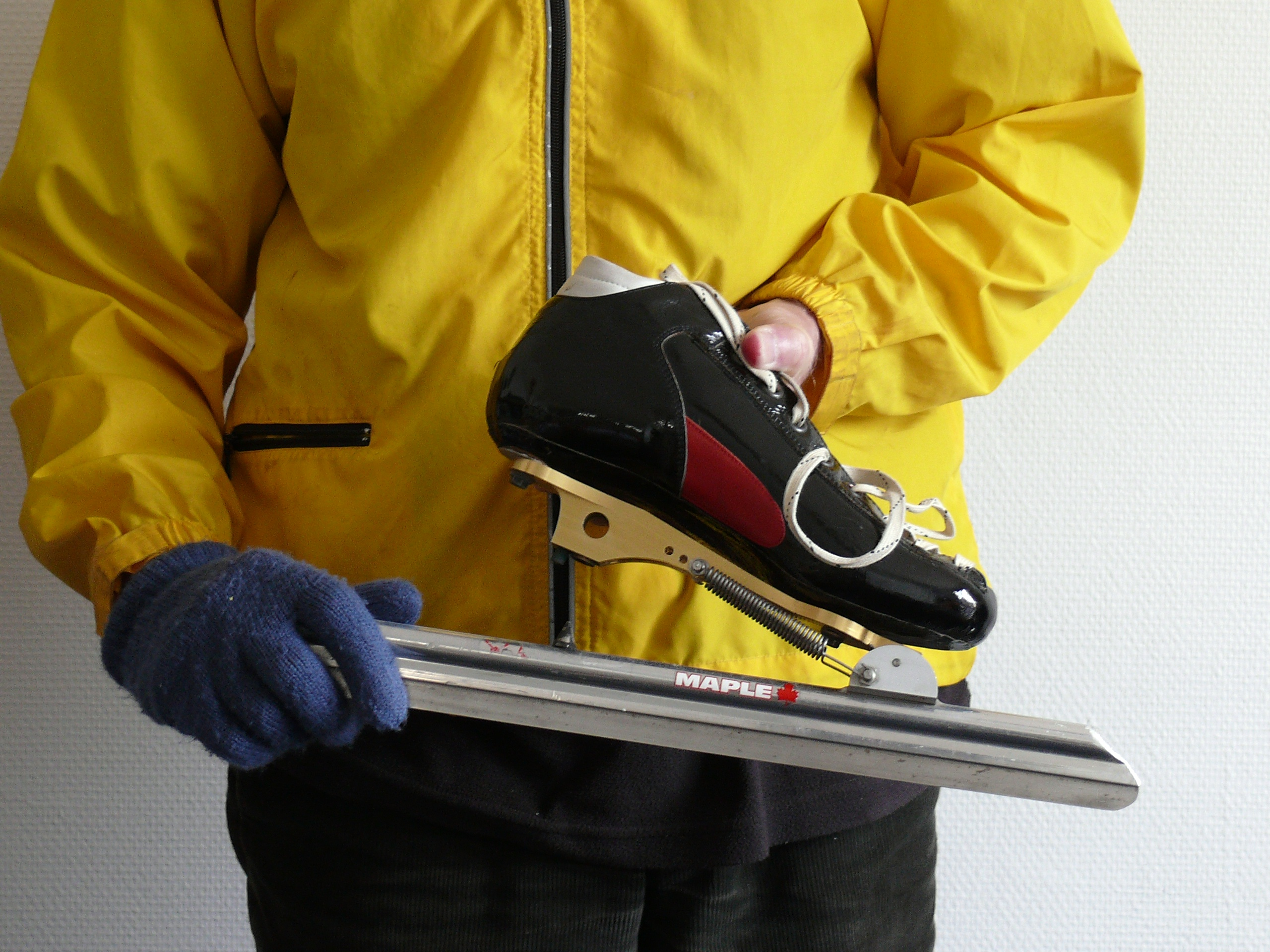
Max Dohle demonstreert een klapschaats

De revolutie van de moderne klapschaats begon in het gewest Zuid-Holland. In het seizoen 1994/1995 werd er gestart met een experiment door de juniorenselecties van het gewest te laten rijden op klapschaatsen, onder leiding van gewestelijk trainers Erik van Kordelaar en Dick de Bles, en een werkgroep van de Vrije Universiteit. Van Kordelaar reed zelf al sinds 1989 op de klapschaats en was er succesvol mee op zijn niveau. Van Kordelaar had bewegingswetenschappen gestudeerd en was door Van Ingen Schenau enthousiast geraakt.
Het seizoen van '94/'95 werd een waar succesverhaal voor de juniorenteams van het gewest Zuid-Holland. Vooral André Vreugdenhil, veel later uitkomend voor België, trok de aandacht met vier Nederlandse titels (Korte Baan, Supersprint, Sprint en Allround), maar ook andere junioren verbeterden hun persoonlijke records sterk.
Aanvankelijk werd er lacherig gedaan over het fenomeen klapschaats, maar al snel maakte dit plaats voor interesse. Een jaar na Zuid-Holland maakte de Friese juniorenselectie de overstap en was de correlatie tussen hogere snelheid en de nieuwe schaats voor iedereen duidelijk. Wel werd nog gesuggereerd dat bij een bepaalde snelheid het effect weg zou vallen zodat alleen minder goede schaatsers er profijt van zouden hebben.
De schaats werd aan de top pas in 1996 echt in gebruik genomen, en wel door het Nederlandse damesteam. Toen Tonny de Jong hier direct baat bij bleek te hebben volgde de buitenlandse concurrentie snel, en al bij de Olympische Winterspelen van 1998 in Nagano reed vrijwel iedere schaatser op klapschaatsen. Een ware regen van wereldrecords volgde; menig record werd met meerdere secondes aangescherpt.
Het schaatsen op de klapschaats vereist echter wel een andere manier van schaatsen. Deze overstap viel de ene topschaatser zwaarder dan de andere, en resulteerde erin dat verschillende toppers hun schaatsen aan de wilgen hingen. Niet altijd voorgoed, overigens. Onder meer de Nederlandse sprinter Gerard van Velde slaagde erin om, na enig oefenen, de techniek alsnog onder de knie te krijgen en weer een factor van betekenis te zijn binnen de wereldtop.

## Voordeel van klapschaatsen
Met de klapschaats is het mogelijk om een volledige strekking van het been te maken inclusief de kuitstrekkers, zoals men ook doet als men een sprong maakt. Dit is niet mogelijk met vaste schaatsen daar een strekking van de kuitspieren daarbij resulteert in het vastboren van de punt van de schaats in het ijs (het zogenaamde punteren). Dit punteren remt de beweging daar de bewegende schaats ineens verankerd wordt in een vast punt op het ijs. De klapschaats heeft dit probleem niet omdat het ijzer gewoon in zijn geheel op het ijs blijft en kan doorglijden (de hak van de schoen komt los van het ijzer). Aan te tonen is dat deze strekking van de kuit een belangrijke bijdrage levert aan de sprongkracht. Van Ingen Schenau had hier een model voor genaamd "The Jumping Jack", een springend poppetje waarbij de kuitstrekking kunstmatig aan- of uitgezet kon worden. Met kuitstrekkers aan was duidelijk te zien dat het poppetje veel hoger sprong dan zonder.
Het kunnen inzetten van de kuitstrekkers draagt ook bij aan een hoger mechanisch rendement van de beweging: er kan meer arbeid worden geleverd omdat meer spieren effectief aan de beweging bijdragen.
Een ander voordeel van de klapschaats is dat de beweging natuurlijker wordt (het strekken van de kuit hoeft niet meer onderdrukt te worden) en daardoor meer ontspannen kan worden uitgevoerd. In het begin vonden goede (vaste) schaatsers dit een nadeel omdat men dacht dat de klapschaats stimuleerde tot het aanleren van een slordige techniek. Het was niet ongewoon dat de training werd uitgevoerd op vaste schaatsen en in de wedstrijd pas de klapschaatsen werden ondergebonden. Maar vooral bij lange afstanden, waar de vermoeidheid een sterke rol speelt, is het voordeel door het meer ontspannen te kunnen schaatsen niet te ontkennen.

## Materiaal
De eerste schaats was nog een prototype en had last van allerlei kinderziektes zoals speling, vastplakken van de schaats in de houder door water en brekende veren. Ook hadden rijders problemen met starten daar het niet meer mogelijk was om een puntstart te maken (punt vastzetten in het ijs), zoals men gewend was met vaste schaatsen. Er is een schaats verschenen met een oplossing voor dit probleem (het zogenaamde startmechanisme) ontworpen door Arnold Barends, maar deze is nooit op grote schaal uitgewerkt. Al vrij snel hadden de grote schaatsfabrikanten door dat de klapschaats een veelbelovende ontwikkeling was en ontwikkelden ze allerlei verbeterde versies.